# Yonago (stacja kolejowa)
Yonago (jap. 米子駅 Yonago-eki) – stacja kolejowa w Yonago, w prefekturze Tottori, w Japonii. Znajduje się tu 5 peronów.